# Puerto de Salvador

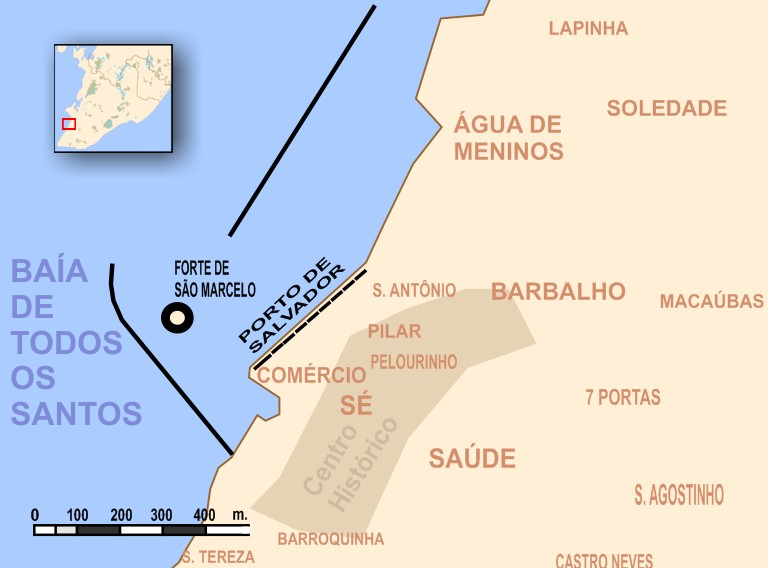
Localización del puerto: Fuerte de São Marcelo con su forma inusitada; rompeolas sur y norte.

El Puerto de Salvador (en portugués Porto de Salvador) es un puerto brasileño localizado en la ciudad de Salvador, capital del Estado de Bahía.

## Historia
Fue durante los primeros siglos del Brasil colonial uno de los puertos con mayor movimiento del continente americano, siendo Salvador la sede administrativa de la colonia portuguesa en América del Sur. En este período era conocido como Puerto de Brasil, y por el mismo ingresaban las mercaderías comercializadas con la Metrópolis y las demás naciones. Era protegido por una poco común fortaleza de formato circular, el Fuerte de São Marcelo.
Situado en un área naturalmente protegida de la Bahía de Todos los Santos, el puerto fue objeto de obras de infraestructura de gran magnitud recién en el siglo XX, cuando fue relativamente modernizado.

## Propiedad
El puerto pertenece al gobierno federal, que también se encarga de su administración.
- Datos: Q7231258
- Multimedia: Port of Salvador / Q7231258